# Leptocentrus rufospinus
Leptocentrus rufospinus är en insektsart som beskrevs av William D. Funkhouser 1927. Leptocentrus rufospinus ingår i släktet Leptocentrus och familjen hornstritar. Inga underarter finns listade i Catalogue of Life.